# Alejo Files
Alejo Files (en griego: Ἀλέξιος Φιλῆς) fue un noble y general bizantino del siglo XIII.
Fue el hijo de Teodoro Files, gobernador de Tesalónica y el primer miembro destacado de la familia Files. Alejo se casó con María Paleóloga Cantacucena, la segunda hija de Juan Cantacuceno e Irene-Eulogia, la hermana del emperador Miguel VIII Paleólogo (r. de 1259-1282). En 1261, el emperador nombró a Files megas domestikos (comandante en jefe del ejército) en sucesión a Alexios Strategopoulos, que había sido ascendido a César después de la recuperación de Constantinopla en julio.
En 1262/1263, Files fue enviado junto con el parakoimomenos Juan Macreno a Morea, en una expedición contra el Principado de Acaya encabezada por el sebastocrator Constantino Paleólogo. Las fuerzas bizantinas fueron derrotadas en la Batalla de Prinitza, y después el sebastocrator partió para Constantinopla, Files y Macreno quedaron a cargo. Sin embargo ellos también fueron derrotados y capturados por los aqueos en la Batalla de Macriplagi. Files murió en cautiverio poco después.